# بانا برس
بانا برس أو بانا أو وكالة أنباء عموم أفريقيا (بالإنكليزية PanaPress). هي وكالة أنباء أفريقية مقرها الرئيسي في داكار، السنغال. تأسست في 20 يوليو 1979 في أديس أبابا. من قبل منظمة الوحدة الأفريقية. تم إعادة إطلاقها من قبل اليونيسكو العام 1993. تقدم الأخبار بالإنجليزية الفرنسية البرتغالية والعربية. حيث تعمل بالتعاون مع اليونيسكو.